# Saint-Pierre-de-Côle
Saint-Pierre-de-Côle là một xã, nằm ở tỉnh Dordogne vùng Aquitaine của Pháp. Xã này có diện tích 19,85 kilômét vuông, dân số năm 2007 là 445 người. Xã nằm ở khu vực có độ cao trung bình 130 m trên mực nước biển.
Dân địa phương trong tiếng Pháp gọi là Pétrus-Coliens.

## Hành chính
| Danh sách các xã trưởng                |                  |                         |                  |         |
| Giai đoạn                              | Giai đoạn        | Tên                     | Đảng             | Tư cách |
| tháng 3 năm 2001                       | tháng 3 năm 2008 | Jean Dubain             | -                | -       |
| tháng 3 năm 2008                       | đương nhiệm      | Gérard Fleurat-Lessards | không chính thức | hưu trí |
| Tất cả các dữ liệu trước đây không rõ. |                  |                         |                  |         |

## Thông tin nhân khẩu
Nguồn: INSEE  và Cassini 
| 1793 | 1800  | 1806 | 1821 | 1831  | 1836  | 1841  | 1846 | 1851  |
| ---- | ----- | ---- | ---- | ----- | ----- | ----- | ---- | ----- |
| 888  | 1 016 | 886  | 985  | 1 048 | 1 076 | 1 028 | 932  | 1 030 |

| 1856 | 1861  | 1866  | 1872  | 1876  | 1881  | 1886  | 1891  | 1896 |
| ---- | ----- | ----- | ----- | ----- | ----- | ----- | ----- | ---- |
| 985  | 1 069 | 1 148 | 1 144 | 1 155 | 1 198 | 1 125 | 1 048 | 995  |

| 1901 | 1906 | 1911 | 1921 | 1926 | 1931 | 1936 | 1946 | 1954 |
| ---- | ---- | ---- | ---- | ---- | ---- | ---- | ---- | ---- |
| 923  | 942  | 909  | 798  | 799  | 698  | 726  | 716  | 605  |

| 1962                                         | 1968 | 1975 | 1982 | 1990 | 1999 | 2007 | - | - |
| -------------------------------------------- | ---- | ---- | ---- | ---- | ---- | ---- | - | - |
| 558                                          | 539  | 507  | 490  | 464  | 448  | 445  | - | - |
| Số liệu kể từ 1962 : dân số không tính trùng |      |      |      |      |      |      |   |   |